# شهرستان بددهه
شهرستان بددهه یک منطقهٔ مسکونی در سومالی است که در جوبای سفلی واقع شده‌است.